# Kasteel Nieuwburg (Oostkamp)
Kasteel Nieuwburg is een kasteel in de West-Vlaamse plaats Oostkamp, gelegen ten zuidwesten van deze kern aan Nieuwburgstraat 2.

## Geschiedenis
Omstreeks 1300 was al sprake van een domein op deze plaats, dat de naam Weitshof had. In 1428 zou op deze plaats een buitenverblijf voor de familie Adornes zijn gebouwd. Van dit verblijf is een vierkante toren aan de noordwestzijde van het huidige kasteel bewaard gebleven. In 1582 werd het toenmalige kasteel, tijdens de godsdienstoorlogen, grotendeels verwoest: de overheyt heeft ghedaen demolieren ende verbranden het casteel nieuburch metten nederhove. De naam Nieuwburg werd toen tevens voor het eerst vermeld.
In 1662 werd de Nieuwburg aangekocht door Jan Neyts, een telg uit een Brugs patriciërsgeslacht. In 1700 werd het bezit van Anna-Felicia Trappequiers-Neyts. In 1704 kwam het aan diens dochter Isabelle Trappequiers, welke trouwde met Albert Claesman. Dan kwam het domein aan dochter Isabelle Claesman, welke trouwde met Charles-Jean Dhont, welke in 1760 in de adelstand verheven werd. In 1798 kwam het aan Isabella Dhont.
In 1828 kwam het aan baron Ernest Peers-Ducpétiaux en in 1865 was het al verbouwd tot een neoclassicistisch kasteel waarin middeleeuwse overblijfselen werden opgenomen. De familie Peers de Nieuwburgh had sindsdien het domein in haar bezit.
Het park werd in de 2e helft van de 19e eeuw aangelegd.

## Gebouw
Het betreft een gedeeltelijk omgracht kasteel, gebouwd omstreeks 1850. In het noordwesten is een middeleeuwse toren op vierkante plattegrond in het -overigens vierkante- gebouw opgenomen. Ook de onderkeldering van het gebouw, met gewelven, is middeleeuws.
Er is ook een kasteelhoeve aanwezig.

## Park
In het park zijn enkele objecten aanwezig, zoals een ijskelder en een tuinpaviljoen. Het park van de 2e helft van de 19e eeuw is in landschapsstijl en wordt doorsneden door enkele dreven.